# پروش بالا
پروش بالا، روستایی از توابع بخش اطاقور شهرستان لنگرود در استان گیلان ایران است.

## جمعیت
این روستا در دهستان اطاقور قرار دارد و براساس سرشماری مرکز آمار ایران در سال ۱۳۸۵، جمعیت آن ۲۲۲ نفر (۳۲خانوار) بوده‌است.